# دينيس شيليكوف
دينيس شيليكوف (بالأوكرانية: Шеліхов Денис Васильович)‏ (23 يونيو 1989 بخيرسون في أوكرانيا - ) هو لاعب كرة قدم أوكراني في مركز حراسة المرمى. شارك مع منتخب أوكرانيا تحت 21 سنة لكرة القدم. أما مع النوادي، فقد لعب مع نادي دنيبرو دنيبروبتروفسك وFC Isloch Minsk Raion ‏ وFC Luch Minsk (2012) ‏ وFC Dnipro-75 Dnipropetrovsk ‏ ونادي فولين لوتسك.

## وصلات خارجية
- دينيس شيليكوف على موقع اتحاد أوكرانيا (الإنجليزية)
- دينيس شيليكوف على موقع قاعدة بيانات كرة القدم.إي يو (الإنجليزية)
- دينيس شيليكوف على موقع Soccerway.com (الإنجليزية)
- دينيس شيليكوف على موقع عالم كرة القدم.نت (الإنجليزية)
- دينيس شيليكوف على موقع AS.com (الإسبانية)